# Novembre 1882

## Événements
- Annexion du Mzab par la France, qui occupe plusieurs oasis du Sahara.
- Incident de Fukushima : agitation en faveur de l’adoption d’un régime constitutionnel au Japon. Plusieurs milliers de paysans et de militants libéraux s’affrontent avec la police de Fukushima.

- 22 novembre : Savorgnan de Brazza fait ratifier par le Parlement le traité qu’il a signé deux ans auparavant avec le Makoko Illoy, le roi des Batékés, selon lequel la France s’octroie le contrôle de la rive droite du fleuve Congo. Il fonde le poste qu’on appellera Brazzaville. Cette ratification provoque l’émotion de Léopold II de Belgique, de la Grande-Bretagne et du Portugal[1].

## Naissances
- 11 novembre : Émile Jennissen, homme politique belge († 5 juin 1949).
- 12 novembre : Giuseppe Antonio Borgese, critique et écrivain italien.
- 18 novembre :
  - Joseph Cardijn, cardinal belge, fondateur de la JOC († 24 juillet 1967).
  - Wyndham Lewis, peintre britannique d'origine canadienne († 7 mars 1957).
- 23 novembre : Fernand Augereau, coureur cycliste français († 26 juillet 1958).

## Décès
- 4 novembre : Anne-Nicole Voullemier, peintre française (° 1792).
- 8 novembre : Émile François Dessain, peintre français (° 2 juin 1808).
- 20 novembre : Henry Draper, astronome américain, pionnier de la photographie astronomique.